# Miss Tierra 2024
Miss Tierra 2024, la 24.ª edición del concurso Miss Tierra, se llevó a cabo el 9 de noviembre de 2024 en el complejo Okada Manila, en Parañaque, Metro Manila, Filipinas. Al final del evento, Drita Ziri de Albania coronó a Jessica Lane de Australia como su sucesora.

## Resultados
| Posiciones               | Candidata |
| ------------------------ | --- |
| Miss Tierra 2024         | - Australia – Jessica Lane |
| Miss Tierra - Aire 2024  | - Islandia – Hrafnhildur Haraldsdóttir |
| Miss Tierra - Agua 2024  | - Estados Unidos – Bea Millan-Windorski |
| Miss Tierra - Fuego 2024 | - Perú – Niva Antezana |
| Top 8                    | - Cabo Verde – Jasmine Jorgensen - Puerto Rico – Bianca Caraballo - República Dominicana – Tamara Aznar - Rusia – Ekaterina Romanova |
| Top 12                   | - Filipinas – Irha Mel Alfeche - Mauricio – Shreeya Bokhoree - Namibia – Albertina Haimbala - Nigeria – Shuntell Ezomo |
| Top 20                   | - Corea del Sur – Ryu Seo-bin - Cuba – Stephany Díaz - EAU – Noura Al Jasmi - Gales – Grace Gavigan - Nueva Zelanda – Angela Rowson - Países Bajos – Faylinn Pattileamonia - Polonia – Julia Zawistowska ∆ - Tailandia – Rachadawan Fowler |

- ∆ Votada por el público de todo el mundo vía internet para completar el cuadro de las veinte cuartofinalistas.

## Candidatas
76 candidatas han sido confirmadas:
| País/Territorio                      | Candidata                              | Edad | Procedencia        |
| ------------------------------------ | -------------------------------------- | ---- | ------------------ |
| Albania                              | Xhesika Pengili                        | 20   | Tirana             |
| Argelia                              | Sadjia Herbane                         | 19   | Argel              |
| Argentina                            | Sol Bonfigli                           | 24   | Marcos Juárez      |
| Australia                            | Jessica May Lane                       | 21   | Sunshine Coast     |
| Bangladés                            | Ferdousi Tanvir Ichchha                | 27   | Barisal            |
| Bélgica                              | Elizabeth Victoria Raska               | 26   | Bruselas           |
| Belice                               | Morgan Taylor Miles                    | 23   | Ciudad de Belice   |
| Bielorrusia                          | Ekaterina Shcheglova                   | 26   | Moscú              |
| Bolivia                              | Steffany Arriaza Cabezas               | 23   | La Paz             |
| Brasil                               | Josiane Viana                          | 26   | Bonito             |
| Bulgaria                             | Tatiana Miroshina Savko                | 23   | Sofía              |
| Cabo Verde                           | Jasmine Dahl Jorgensen                 | 18   | São Filipe         |
| Camboya                              | Rotha Phyadeth                         | 22   | Ta Khmau           |
| Camerún                              | Takang Enanga Tina-Randa               | 21   | Limbe              |
| Canadá                               | Aleena Singh                           | 24   | Breslau            |
| Chile                                | Janis Almendra Zamorano Muñoz          | 25   | Colina             |
| China                                | Yang Ling                              | 19   | Pekín              |
| Colombia                             | María Alejandra Camargo Jiménez        | 26   | Bucaramanga        |
| Corea del Sur                        | Ryu Seo-bin                            | 23   | Busan              |
| Costa Rica                           | Sharon Raquel Recinos Carvajal         | 27   | Santa Bárbara      |
| Cuba                                 | Stephany Díaz                          | 19   | Güines             |
| El Salvador                          | Fátima Yajaira García Cruz             | 23   | Santa Ana          |
| EAU                                  | Noura Al Jasmi                         | 22   | Dubái              |
| Eslovenia                            | Zoja Ulaga                             | 22   | Novo Mesto         |
| Estados Unidos                       | Bea Millan-Windorski                   | 22   | Whitefish Bay      |
| Etiopía                              | Kiara Ruth Tewodros Haileselassie      | 24   | Adís Abeba         |
| Filipinas                            | Irha Mel Inutan Alfeche                | 24   | Matanao            |
| Fiyi                                 | Ashlin Alveena Prasad                  | 18   | Nadi               |
| Francia                              | Margaux Bourgeais                      | 20   | Brive-la-Gaillarde |
| Gales                                | Grace Hannah Gavigan                   | 18   | Port Talbot        |
| Ghana                                | Winifred Esi Sam                       | 22   | Saltpond           |
| Haití                                | Estephanie Charles                     | 25   | Puerto Plata       |
| Honduras                             | Elizabeth Cruz Maldonado               | 18   | Comayagua          |
| Hong Kong                            | Ariel Tse Dee Fay                      | 20   | Kowloon            |
| India                                | Gauri Gothankar                        | 25   | Bombay             |
| Indonesia                            | Jennifer Calista Joo                   | 26   | Surabaya           |
| Inglaterra                           | Brooke Nicola Smith                    | 26   | Norwich            |
| Islandia                             | Hrafnhildur Haraldsdóttir              | 20   | Reikiavik          |
| Islas Marianas del Norte             | Heavenly Divine Dreah Aldan Pangelinan | 18   | Kagmán             |
| Islas Vírgenes de los Estados Unidos | Brianna McSween                        | 23   | Santo Tomás        |
| Italia                               | Egle Fruttauro                         | 18   | Nápoles            |
| Japón                                | Ann Furukawa                           | 21   | Osaka              |
| Kenia                                | Faith Sikuku Wanyama                   | 20   | Busia              |
| Kosovo                               | Eltina Thaqi                           | 22   | Malisevo           |
| Laos                                 | Fachalin Chounlamounty                 | 24   | Pakxan             |
| Liberia                              | Mary Kermon                            | 22   | Monrovia           |
| Madagascar                           | Hendry Tsiky Andriambolatiana          | 20   | Manazary           |
| Malasia                              | Geetha William Netto                   | 27   | Kuala Lumpur       |
| Mauricio                             | Shreeya Luxmi Bokhoree                 | 21   | Vacoas-Phoenix     |
| México                               | Patricia Ramos Lagunes                 | 22   | Alvarado           |
| Mongolia                             | Tselmeg Purevjal                       | 23   | Ulán Bator         |
| Montenegro                           | Lola Đajić                             | 21   | Podgorica          |
| Myanmar                              | Thaw Dar Sun                           | 18   | Taungoo            |
| Namibia                              | Albertina Haimbala                     | 24   | Kalkfeld           |
| Nepal                                | Sumana Khatri Chhetri                  | 25   | Chitwan            |
| Nigeria                              | Shuntell Aima Ezomo                    | 25   | Ciudad de Benín    |
| Noruega                              | Selina Josefsen                        | 18   | Kristiansand       |
| Nueva Zelanda                        | Angela Marie Rowson                    | 22   | Rotorua            |
| Países Bajos                         | Faylinn Pattileamonia                  | 20   | Almelo             |
| Pakistán                             | Mehwish Butt                           | 21   | Gujrat             |
| Perú                                 | Niva Antezana                          | 20   | Lima               |
| Polonia                              | Julia Zawistowska                      | 22   | Białystok          |
| Portugal                             | Ionela Romaniuc                        | 23   | Redondo            |
| Puerto Rico                          | Bianca Nicole Miranda Caraballo        | 22   | Mayagüez           |
| República Dominicana                 | Tamara García Aznar                    | 25   | Santo Domingo      |
| Reunión                              | Candice Françoise                      | 20   | Les Avirons        |
| Rusia                                | Ekaterina Romanova                     | 22   | Novokuznetsk       |
| Samoa                                | Anna-Li Pisa Tanuvasa Chou-Lee         | 21   | Apia               |
| Serbia                               | Viktorija Stojiljković                 | 20   | Niš                |
| Singapur                             | Ashley Gan Heqian                      | 21   | Ciudad de Singapur |
| Sri Lanka                            | Hasani Kawya                           | 21   | Polonnaruwa        |
| Sudáfrica                            | Jessica Amy Nel                        | 25   | Centurion          |
| Tailandia                            | Soda Rachadawan Fowler                 | 22   | Bangkok            |
| Venezuela                            | Rinelys Karleys Rojas Rivera           | 26   | La Guaira          |
| Vietnam                              | Cao Ngọc Bích                          | 25   | Hưng Yên           |
| Zimbabue                             | Kimberly Tatenda Mayoyo                | 26   | Masvingo           |

### Candidatas retiradas
- Alemania - Cheyenne Denise Paul
- Bosnia y Herzegovina - Hena Mašović
- Croacia - Lana Vuković
- España - Nathalie Díaz
- Estonia - Nikol Kižis
- Grecia - Aphrodite Xynogalou
- Kazajistán - Ayaulym Alimkhaliyeva
- Líbano - Aline Ghanem
- República Checa - Marie Babíčková
- Sierra Leona - Matina Elizabeth Doherty
- Zambia - Mumba Kawama Charity

### Candidatas reemplazadas
- Bélgica - Delphine Van Den Heede fue reemplazada por Mirte Van Renterghem a su vez reemplazada por Elizabeth Viktoria Raska.
- Serbia - Anja Čubrić fue reemplazada por Viktorija Stojiljković.

## Sobre los países de Miss Tierra 2024

### Naciones debutantes
- Argelia
- EAU

### Naciones que se retiran de la competencia
- Alemania
- Armenia
- Bosnia y Herzegovina
- Croacia
- Dinamarca
- Ecuador
- España
- Grecia
- Irlanda
- Kazajistán
- Palestina
- Paraguay
- República Checa
- Rumania
- Sierra Leona
- Sudán del Sur
- Trinidad y Tobago
- Ucrania
- Zambia

### Naciones que regresan a la competencia
Compitió por última vez en 2015:
- El Salvador

Compitió por última vez en 2018:
- Samoa

Compitió por última vez en 2019:
- Fiyi

Compitieron por última vez en 2020:
- Costa Rica
- Islandia

Compitió por última vez en 2021:
- Italia

Compitieron por última vez en 2022:
- Cabo Verde
- Hong Kong